# Blackwell (Wisconsin)
Blackwell – miasto w Stanach Zjednoczonych, w stanie Wisconsin, w hrabstwie Forest.